# قطعنامه ۹۳۵ شورای امنیت
قطعنامه ۹۳۵ شورای امنیت سازمان ملل متحد که در تاریخ ۰۱ ژوئیه ۱۹۹۴ تصویب شد، سندی بین‌المللی دربارهٔ رواندا است. این قطعنامه طی نشست ۳۴۰۰ام با ۱۵ رای موافق، ۰ مخالف و ۰ ممتنع تصویب شد.